# Tuberoppia paradoxa
Tuberoppia paradoxa är en kvalsterart som beskrevs av Golosova 1980. Tuberoppia paradoxa ingår i släktet Tuberoppia och familjen Oppiidae. Inga underarter finns listade i Catalogue of Life.